# Giulio Cabianca
Pour les articles homonymes, voir Cabianca.
Giulio Cabianca, né le 19 février 1923 à Vérone et décédé le 15 juin 1961 à Modène, était un pilote automobile italien sur circuits automobiles, à bord de voitures de sport et de monoplaces.

## Biographie

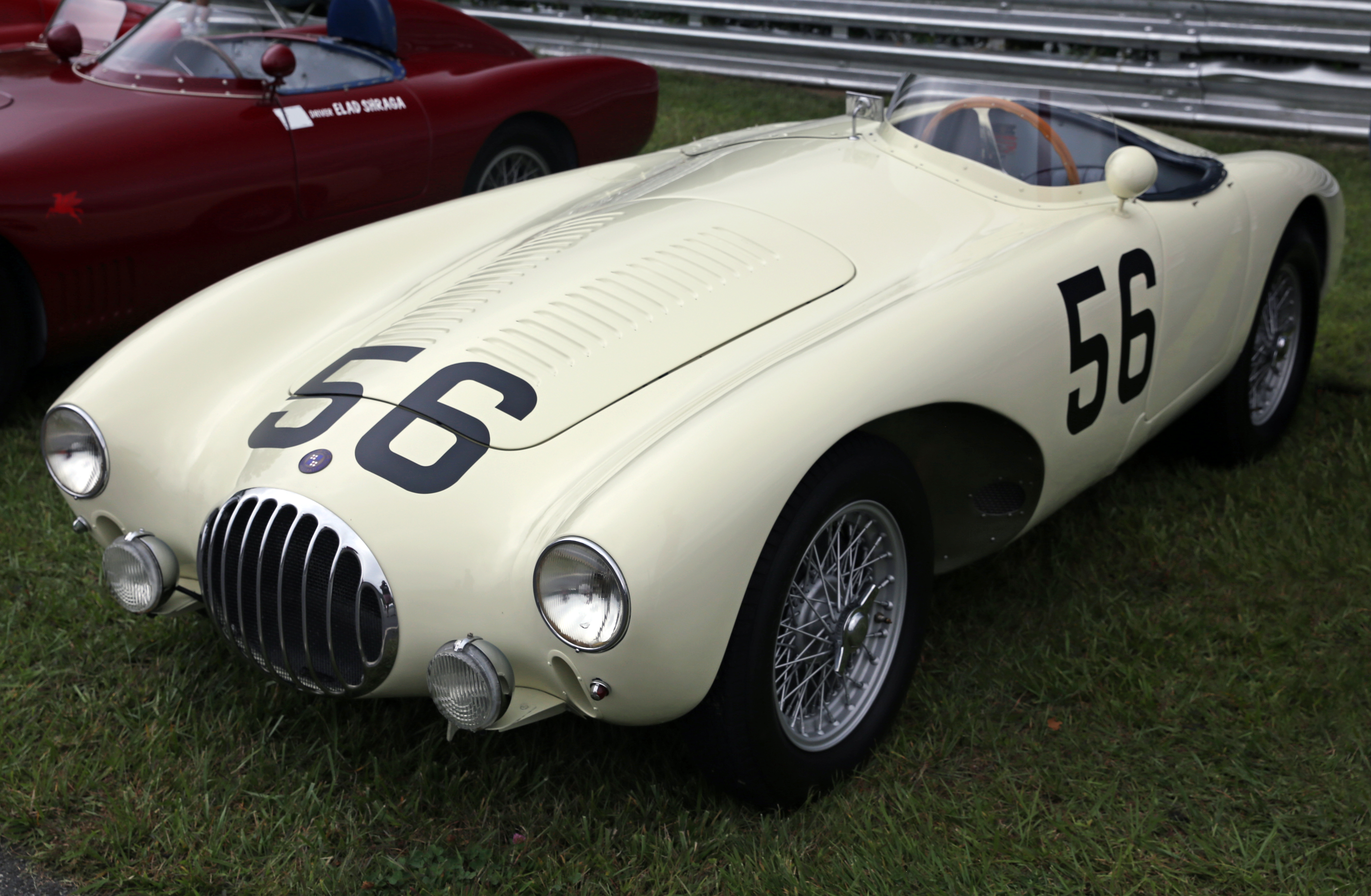
Une OSCA MT4 1500 de 1954 (celle-ci ayant appartenu à Briggs Cunningham, avec une conduite par Moss).

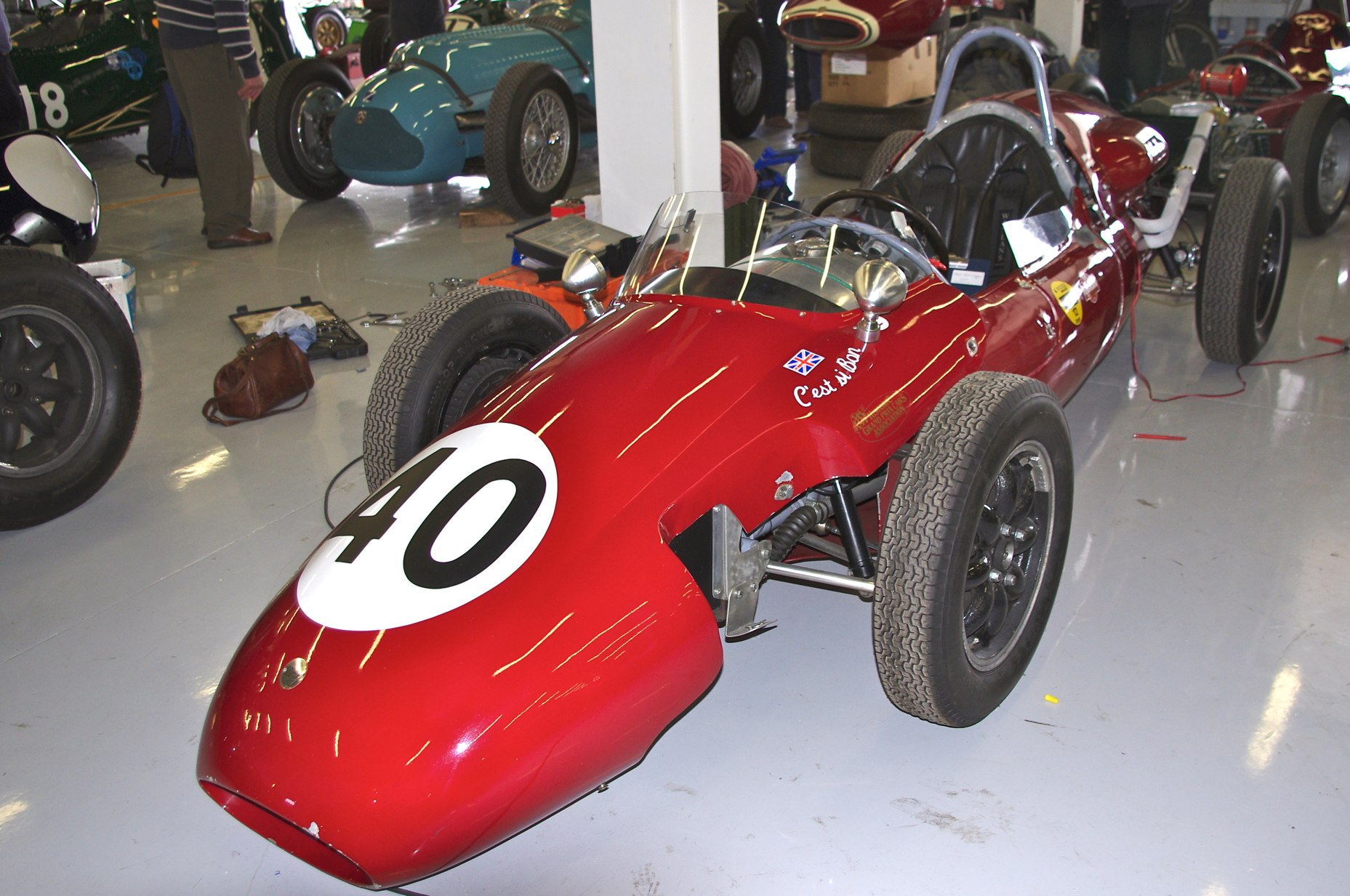
Exemple de Cooper T51.

Sa carrière s'étale en sport automobile de 1947 (sur Fiat Rovelli 1100S) à 1961.
En 1949, il s'impose en Sport à Ferrara et au circuit de Tigullio, sur O.S.C.A. MT4 1.1L., puis en 1951 il retrouve le chemin du succès lors du Tour de Calabre, et sur le circuit de Senigallia avec le même modèle, en obtenant au passage le titre de Champion d'Italie des voitures de sport en catégorie 1 100. L'année suivante, la MT4 lui porte encore chance aux circuits d'Ombrie, de Caserte, et de nouveau à Senigallia, et Cabianca s'impose en classe 1 500 dans le championnat. Un autre succès arrive en 1953 lors du Grand Prix de Sidonie 1.1L., les derniers se produisant avec la MT4 lors de l'ultime Coupe d'Or des Dolomites (sur une version 1.5L.), encore au Tour de Calabre, et au Grand Prix de Rome (sur version 750 cm3 cette fois), en 1956. En 1956 et 1957, on le retrouve aussi deux fois consécutivement dans le palmarès de la Coppa della Consuma, la course de côte de Florence (encore grâce à O.S.C.A.). Cabianca produit deux dernières saisons sur O.S.C.A., cette fois avec un modèle Formule 2 S1500, qui lui rapporte encore trois succès pour 1958, à Pergusa (Coupe de la cité d'Enna), Naples, et Caserte, et un dernier de nouveau à Naples en 1959. Entre-temps, le pilote est passé en Sport sur une Ferrari Dino 196 S, qu'il a su mener à la victoire à la Coppa Sant Ambroeus, toujours en 1959.
Il trouve la mort en 1961 au circuit de Modène lors d'essais à bord d'une Cooper-Ferrari: pédale d'accélérateur bloquée, il parvient à traverser la Via Aemilia car la piste est en travaux, en tuant au passage deux personnes (un conducteur de fourgonnette, et un motard) et en provoquant un blessé grave, avant d'aller s'encastrer dans le mur d'un atelier (celui de la Carrozzeria Orlandi).
Cabianca fut aussi un pilote officiel Ferrari durant la saison 1953, lors de la Targa Florio, des Mille Miglia, et des 24 Heures du Mans.
Il a disputé trois Grand Prix du Championnat du monde de Formule 1, en 1958 (abandon en Italie), 1959 (15e en Italie, toujours sur Maserati 250F), et 1960 (quatrième du Grand Prix d'Italie sur Cooper T51 de la Scuderia Castellotti, obtenant ainsi ses 4 uniques points).
Il a aussi participé à deux reprises aux 24 Heures du Mans, en 1955 et 1959, terminant 11e pour sa première apparition avec Roberto Scorbati pour équipier à bord de l'O.S.C.A. MT4 1500.

## Résultats en championnat du monde de Formule 1
| Saison | Écurie               | Châssis       | Moteur                | GP disputés | Pole positions | Victoires | Podiums | Meilleurs tours | Dans les points | Points inscrits | Classement |
| ------ | -------------------- | ------------- | --------------------- | ----------- | -------------- | --------- | ------- | --------------- | --------------- | --------------- | ---------- |
| 1958   | Joakim Bonnier       | Maserati 250F | Maserati 250F1 2.5 L6 | 1           | −              | −         | −       | −               | −               | −               | NC         |
| 1959   | Scuderia Ugolini     | Maserati 250F | Maserati 250F1 2.5 L6 | 1           | −              | −         | −       | −               | −               | −               | NC         |
| 1960   | Scuderia Castellotti | Cooper T51    | Castellotti 2.5 L4    | 1           | −              | −         | −       | −               | −               | 3               | 19.        |
| Total  | Total                | Total         | Total                 | 3           | −              | −         | −       | −               | −               | 3               |            |

## Résultats aux 24 Heures du Mans
| Année | Équipe           | Voiture            | Équipier          | Résultat |
| ----- | ---------------- | ------------------ | ----------------- | -------- |
| 1955  | Edgar Fronterras | O.S.C.A. MT-4 1500 | Giuseppe Scorbati | 11e      |
| 1959  | Scuderia Ferrari | Ferrari Dino 196S  | Giorgio Scarlatti | Abandon  |